# Gentiana burseri
Gentiana burseri là một loài thực vật có hoa trong họ Long đởm. Loài này được Lapeyr. mô tả khoa học đầu tiên năm 1813.